# Team Asobi
Team Asobi — японський розробник відеоігор, що базується в Токіо. Будучи розробником ексклюзивних відеоігор для Sony Interactive Entertainment, Team Asobi спершу була створена у 2012 році як частина Japan Studio, але у квітні 2021 року формально відокремилася в незалежну студію у складі PlayStation Studios.

## Історія
Team Asobi вперше була сформована Ніколою Дусе у 2012 році як частина студії Japan Studio, що знаходиться в Токіо. Назва команди походить від японського слова «Asobi», що означає «Грати». Після заснування вони працювали над технічними демо-версіями і перейшли до розробки The Playroom (2013), попередньо завантажуваної гри з доповненою реальністю, призначеної для демонстрації можливостей PlayStation Camera і DualShock 4 для консолі PlayStation 4. Дусе та кілька членів його команди були розробниками ігор для EyeToy і використовували свої знання для створення The Playroom. Team Asobi також створила VR-версію гри The Playroom VR, для представлення PlayStation VR, яка вийшла у 2016 році. The Playroom привнесла з собою маленького робота-персонажа, який отримав назву «A5081», що візуально нагадує слово «ASOBI», який згодом став прототипом для персонажа Астробот, що з'явився в їхніх наступних іграх, Astro Bot Rescue Mission (2018) та Astro's Playroom (2020).
Наприкінці 2020 та на початку 2021 року кілька співробітників Japan Studio, що не належали до Team Asobi, оголосили про своє звільнення; пізніше Sony підтвердила, що до квітня 2021 року Japan Studio переформатує роботу з Team Asobi, спираючись на успіх Astro's Playroom. У червні 2021 року Sony оголосила, що Team Asobi була перетворена на окрему студію у складі PlayStation Studios. Дусе залишається директором студії та креативним директором Asobi після цієї зміни.

## Розроблені відеоігри
| Рік  | Назва                    | Платформи     | Примітки                                     |
| ---- | ------------------------ | ------------- | -------------------------------------------- |
| 2013 | The Playroom             | PlayStation 4 |                                              |
| 2016 | The Playroom VR          | PlayStation 4 | Для гри потрібна PlayStation VR              |
| 2018 | Astro Bot Rescue Mission | PlayStation 4 | Для гри потрібна PlayStation VR              |
| 2020 | Astro's Playroom         | PlayStation 5 | Остання розроблена гра у складі Japan Studio |